# Jean-Baptiste Rauzan
Jean-Baptiste Rauzan (Bourdeaux, 5 de dezembro de 1757 – Paris, 5 de setembro de 1847) foi um professor e padre francês.

## Biografia

### Primeiros anos e formação acadêmica
Filho de um advogado, Rauzan nasceu em Bourdeaux na França, sendo o primogênito em uma família composta por sete filhos. Seguindo o caminho do pai, começou a estudar Direito, mas, entrou para um seminário de Lazaristas.
Após o seminário, foi ordenado padre em 25 de maio de 1782. Dois anos após o ordenamento, realizou seu doutorado em Teologia, defendido na Universidade de Bordeaux. Doutor em Teologia, tornou-se professora de Filosofia, no Colégio de Guiana, tradicional colégio localizado em Bordeaux.
Durante a Revolução Francesa, deixou o país e foi para a Inglaterra, visando não ser afetado pela visão anticlerical dos valores revolucionários. Em 1783, mudou-se para a Bélgica.
Após a Revolução, retornou para França e fixou residência em Paris, onde frequentemente pregava na paróquia de Notre-Dame, localizada no 6.º arrondissement de Paris e ensinava catecismo. No ano de 1802, Charles-François d'Aviau Du Bois de Sanzay, o recém-empossado arcebispo de Bordeaux, nomeou Rauzan para um cargo de supervisão. Entre suas funções estava o levantamento de paróquias dentro e ao redor da cidade e relatar sua condição, a maioria esvaziada na repercussão da Revolução.

### Missões na França
Seguindo recomendações do arcebispo de Lyon, Rauzan formou uma associação que buscasse evangelizar franceses após o descrédito que o catolicismo enfrentou após a Revolução Francesa, junto à população francesa. Rauzan angariou fundos e apoio político de Napoleão Bonaparte para iniciar o projeto de evangelização, porém, a relação desgastada entre Bonaparte e o Papa Pio VII, fez com que o movimento passasse a ser sufocado pelo Estado francês.
Em 1814, foi convencido a retomar o projeto de evangelização no país, juntamente com Charles Auguste Marie Joseph, Conde de Forbin-Janson e Eugênio de Mazenod. A organização foi fundada em Fort Mont-Valérien, subúrbio de Paris.
Durante a Revolução de 1830, com o movimento missionário disperso, Rauzan foi à Roma, sendo recebido pelo Papa Gregório XVI, que o autorizou a fundar uma nova sociedade católica, chamada de Sociedade dos Padres da Misericórdia.
No ano de 1839, por sugestão do bispo Hughes, de Nova Iorque, Forbin-Janson introduziu os Padres da Misericórdia nos Estados Unidos. A correspondência entre os padres estadunidenses e Rauzan para essa implementação está arquivada nos arquivos da Universidade de Notre Dame. Um dos produtos gerados com esse intercâmbio religioso foi a implementação da Igreja de São Vicente de Paulo, localizada em Manhattan, Nova Iorque, sendo uma paróquia que realizava missas em francês, visando atender os imigrantes franceses na cidade.

### Morte
Estabelecido em Paris, morreu aos oitenta e nove anos, em 5 de setembro de 1847.